# Xã Beauford, Quận Blue Earth, Minnesota
Xã Beauford (tiếng Anh: Beauford Township) là một xã thuộc quận Blue Earth, tiểu bang Minnesota, Hoa Kỳ. Năm 2010, dân số của xã này là 406 người.